# Camarillasaurus
Genre
Espèce
Camarillasaurus est un genre de dinosaures théropodes du Crétacé inférieur retrouvé dans la formation géologique de Camarillas (en), dans la province de Teruel, en Espagne. L'espèce-type, Camarillasaurus cirugedae, a été nommée et décrite par Barbara Sanchez-Hernández et Michael J. Benton en 2012.
Le genre est d'abord placé chez les Ceratosauria avant d'être reclassé parmi les Spinosauridae en 2021.